# Lokomotivværkstedet
Lokomotivværkstedet er et gammelt lokomotivværksted, som i dag er et konferencecenter, beliggende ved Dybbølsbro i Sydhavnen, med små og store konferencer samt faste tilbagevendende messer for blandt andet fødevare og mode. 

## Historie
Byggeriet af de mange værksteder begyndte i 1907, da togtrafikken var blevet en central trafikal åre i Danmark. Centralværkstedet (de) varetog eftersyn af datidens damplokomotiver med 2 til 4 års intervaller. Ved de mest omfattende eftersyn blev alle lokomotivets komponenter skilt ad og tjekket efter i de mange forskellige værksteder. Et stort eftersyn kunne tage helt op til 8 måneder.
Hovedparten af medarbejderne på Centralværkstedet var ansat som tjenestemænd. I 1945 var der omkring 1400 medarbejdere, mens der i dag kun er cirka 50 mand ansat.